# 艾萨克·牛顿
艾萨克·牛顿爵士 PRS MP（儒略曆：1642年12月25日—1727年3月20日，格里曆：1643年1月4日—1727年3月31日），英國物理学家、数学家、天文学家、自然哲学家及輝格黨政治人物。1687年他发表《自然哲学的数学原理》，阐述了万有引力和三大运动定律，由此奠定现代物理学和天文学，并为现代工程学打下了基础。他通过论证开普勒行星运动定律与他的引力理论间的一致性，展示了地面物体与天体的运动都遵循着相同的自然定律；为太阳中心学说提供了强而有力的理论支持，是科學革命的一大代表。
在力学上，牛顿阐明了动量和角动量守恒的原理。在光学上，他发明了反射望远镜，并基于对三棱镜将白光发散成可见光谱的观察，发展出了颜色理论。他还系统地表述了冷却定律，并研究了音速。
在数学上，牛顿与戈特弗里德·莱布尼茨分享了发展出微积分学的荣誉。他也证明了广义二项式定理，提出了“牛顿法”以趋近函数的零点，并为幂级数的研究作出了贡献。
在2005年，英国皇家学会发起了一场“谁是科学史上最有影响力的人”的民意调查，在皇家学会院士和网民投票中，牛顿获得头冠。

## 生平

### 早年生活

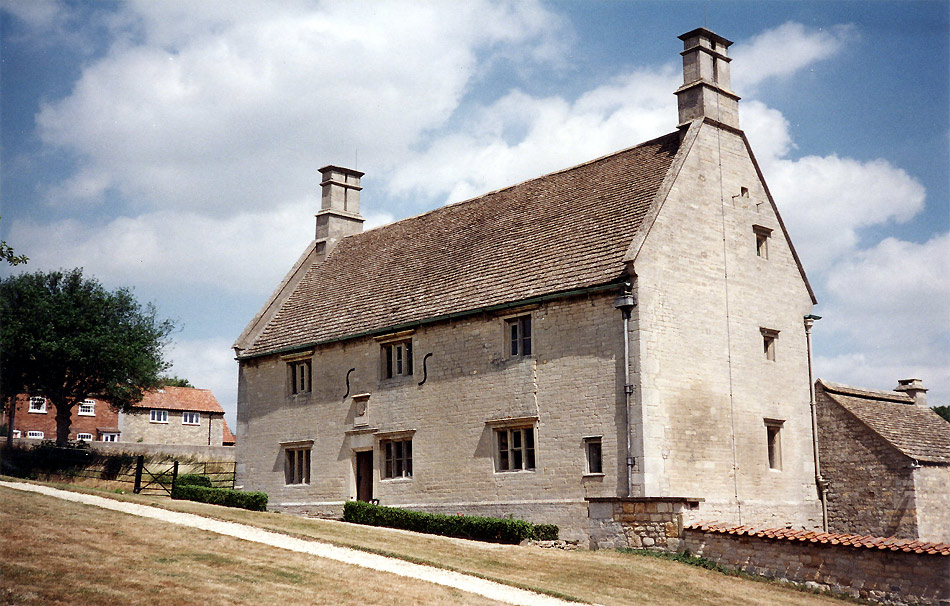
牛顿出生的房子，位於英格兰林肯郡伍尔索普

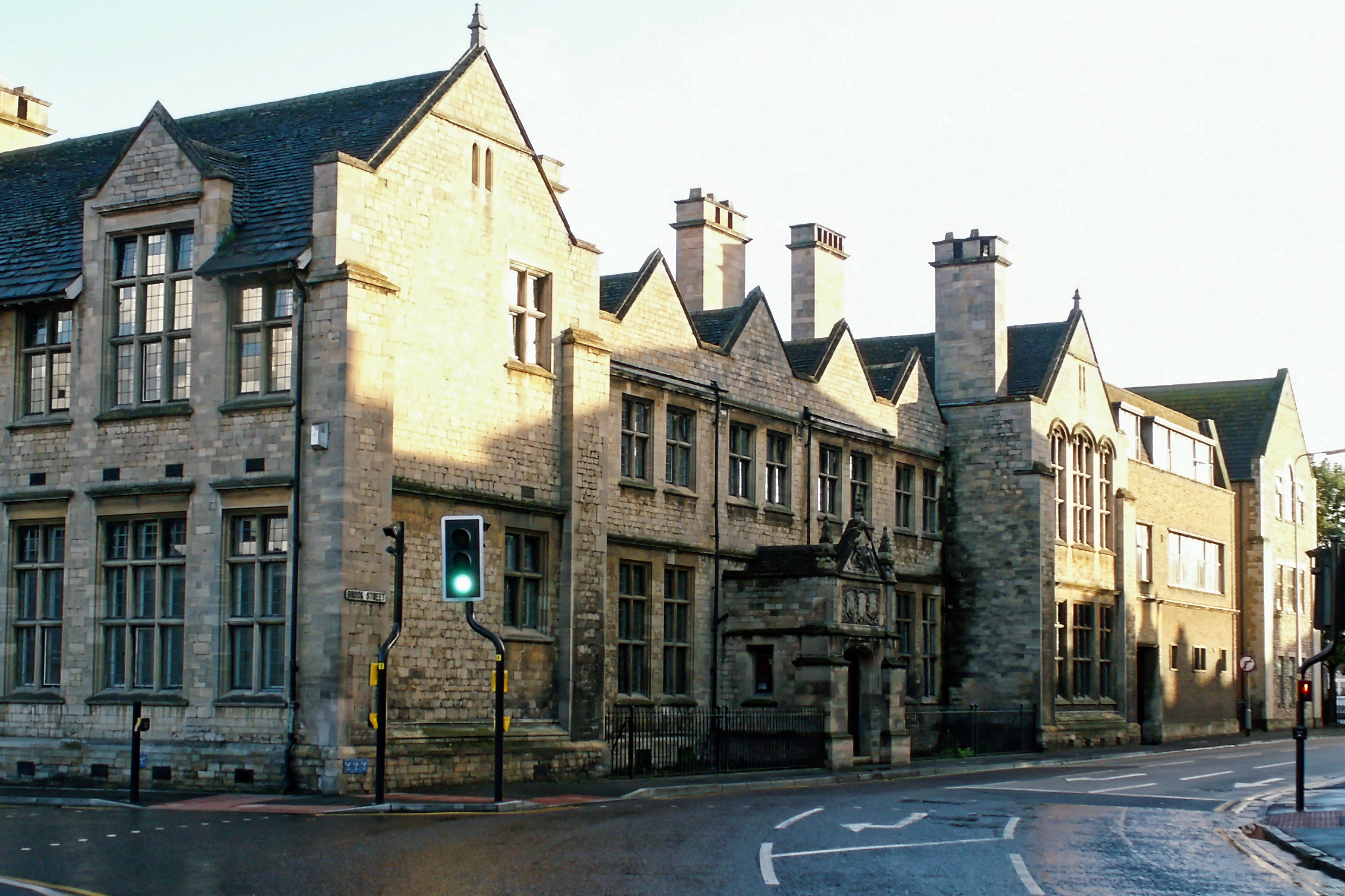
牛顿曾就讀的国王学校

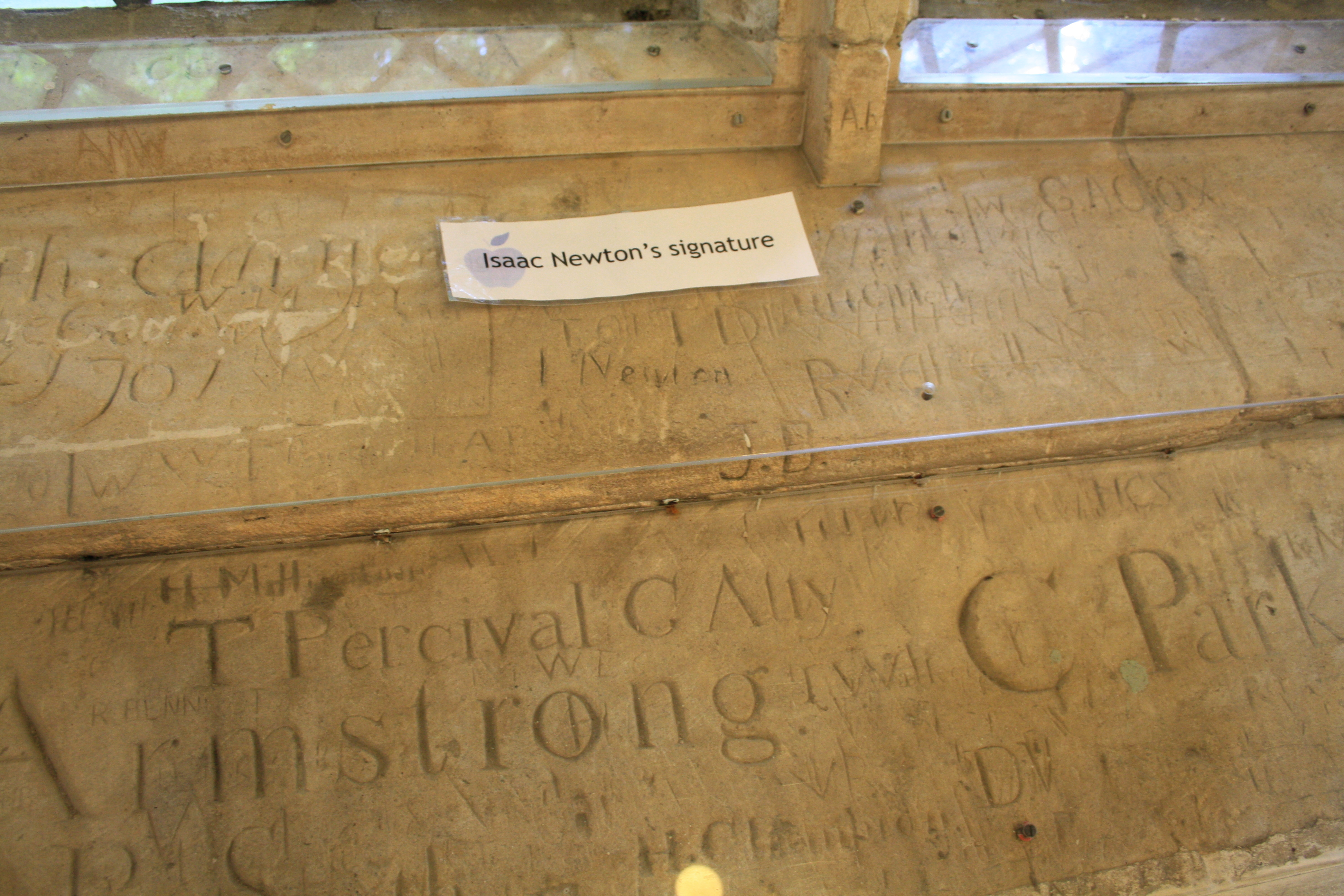
国王学校窗台牛頓的簽名

1642年12月25日（儒略历），艾萨克·牛顿出生于英國英格兰東密德蘭林肯郡南凱斯蒂文科爾斯沃斯村畔伍爾索普的伍尔索普庄园。他的父亲同样名为艾萨克·牛顿，在他出生前三个月去世。由于早产的缘故，刚出生的牛顿十分瘦小；传闻他母亲汉娜·艾斯库曾说过，牛顿刚出生時小得可以装进一夸脱的馬克杯。牛顿3岁时，母亲改嫁并住进了新丈夫巴纳巴斯·史密斯牧师位於北威特姆的家，而把牛顿托付给了他的外祖母玛杰里·艾斯库。年幼的牛顿不喜欢他的继父，并因母亲嫁给他的事而对母亲持有一些敌意，牛顿甚至曾經寫下：「威胁我的繼父與生母，要把他们连同房子一起烧掉。」
据《数学大师》和《數學史介紹》兩書記載：“牛顿在乡村学校开始学校教育的生活，后来被送到了格蘭瑟姆的国王学校，并成为了该校最出色的学生。在国王中学时，他寄宿在当地的药剂师威廉·克拉克家中，并在19岁前往剑桥大学求学前，与药剂师的继女安妮·斯托勒订婚。之後因為牛顿专注于他的研究而使得爱情冷却，斯托勒小姐嫁给了別人，牛顿也終生未娶。”
不过據和牛頓同時代的友人威廉·斯蒂克利所著的《艾薩克·牛頓爵士生平回憶錄》（ 英語维基文库中与本条目相关的原始文献：艾薩克·牛頓爵士生平回憶錄）一書的描述，斯蒂克利在牛頓死後曾訪問過文森特夫人，也就是當年牛頓的戀人斯托勒小姐。文森特夫人的名字叫做凯瑟琳，而不是安妮，安妮是她的妹妹，而且夫人仅表示牛顿當年寄宿時對她只不過是「懷有情愫」的程度而已。
从12岁左右到17岁，牛顿都在国王学校学习，在该校图书馆的窗台上还可以看见他当年的签名。他曾从学校退学，并在1659年10月回到伍尔索普，因為他再度守寡的母亲想让牛顿当一名农夫。牛顿雖然顺从了母亲的意思，但据牛頓的同儕后来的叙述，耕作工作讓牛顿相當不快樂。所幸国王中学的校长亨利·斯托克斯说服了牛頓的母亲，牛顿又被送回了学校以完成他的学业。他在18岁时完成了中学的学业，并得到了一份完美的毕业报告。牛顿的学业成绩如此优秀，部分原因是为了挑战和报复一个学校恶霸。剑桥心理学家西蒙·拜昂-柯恩认为，牛顿很可能患有亞斯伯格症候群。
1661年6月，他进入了剑桥大学的三一学院。在那时，该学院的教学基于亚里士多德的学说，但牛顿更喜欢阅读一些勒奈·笛卡儿等现代哲学家以及伽利略·伽利莱、尼古拉·哥白尼和约翰内斯·开普勒等天文学家更先进的思想。1665年，他发现了广义二项式定理，并开始发展一套新的数学理论，也就是后来为世人所熟知的微积分学。在1665年，牛顿获得了学位，而大学为了预防伦敦大瘟疫而关闭了。在此后两年裡，牛顿在家中继续研究微积分学、光学和万有引力定律。
1667年，牛顿获得奖学金，作为研究生重返剑桥大学三一学院。按照规定，只有被正式任命的牧师才有资格成为剑桥大学三一学院的研究生，由于持有非正统的宗教观点，牛顿不愿意成为牧师。但牧师职位的任命没有最后期限，因此牛顿先获得了研究生的名额，而牧师职位的任命被无限期地延后了。但是等后来牛顿被任命为卢卡斯数学教授席位时问题就来了，如此重要的职位不可能回避牧师职位任命这一条件。然而，牛顿获得了查理二世的许可，还是绕开了这一限制(参见“中年生活”)。

### 中年生活

#### 数学
多数现代历史学家都相信，牛顿与莱布尼茨分别独立发明了微积分学。根据牛顿周围的人所述，牛顿要比莱布尼茨早几年得出他的方法，但在1693年以前他几乎没有发表任何内容，并直至1704年他才给出了其完整的叙述。其间，莱布尼茨已在1684年发表了他的方法的完整叙述。两人创造了不同的微积分符号，欧洲大陆全面采用莱布尼茨符号，而英国坚持使用牛顿的微积分符号，直到1820年才全面采纳莱布尼兹的符号。莱布尼茨的笔记本记录了他的思想从初期到成熟的发展过程，而在牛顿已知的记录中只发现了他最终的结果。
牛顿与瑞士数学家尼古拉·法蒂奥·丢勒的联系十分密切，后者一开始便被牛顿的引力定律所吸引。1691年，丢勒打算编写一个新版本的牛顿《自然哲学的数学原理》，但从未完成它。在1694年这两个人之间的关系冷却了下来。在那个时候，丢勒还与莱布尼茨交换了几封信件。
1699年初，皇家学会（牛顿也是其中的一员）的成员们指控莱布尼茨剽窃了牛顿的微积分成果，这导致了激烈的牛顿与莱布尼茨的微积分学论战。最终英国皇家学会宣布牛顿是微积分真正的发明者，斥责莱布尼茨剽窃。但后来人们发现该调查评论莱布尼茨的结语是牛顿本人书写。這場持續多年的激烈糾紛，玷污了牛頓與萊布尼茨聲譽，直到莱布尼茨在1716年往生後才暫時停止。:356-362
牛顿的一项被广泛认可的成就是广义二项式定理，它适用于任何幂。他发现了牛顿恒等式、牛顿法，分类了立方面曲线（两变量的三次多项式），为有限差理论作出了重大贡献，并首次使用了分式指数和坐标几何学得到丢番图方程的解。他用对数趋近了调和级数的部分和（这是欧拉求和公式的一个先驱），并首次有把握地使用幂级数和反转幂级数。他还发现了π的一个新公式。
他在1669年被授予卢卡斯数学教授席位。在那一天以前，剑桥或牛津的所有成员都是经过任命的圣公会牧师。不过，卢卡斯教授之职的条件要求其持有者不得活跃于教堂（大概是如此可让持有者把更多时间用于科学研究上）。牛顿认为应免除他担任神职工作的条件，这需要查理二世的许可，后者接受了牛顿的意见。这样避免了牛顿的宗教观点与圣公会信仰之间的冲突。

#### 光学
从1670年到1672年，牛顿负责讲授光学。在此期间，他研究了光的折射，表明稜镜可以将白光发散为彩色光谱，而透镜和第二个稜镜可以将彩色光谱重组为白光。

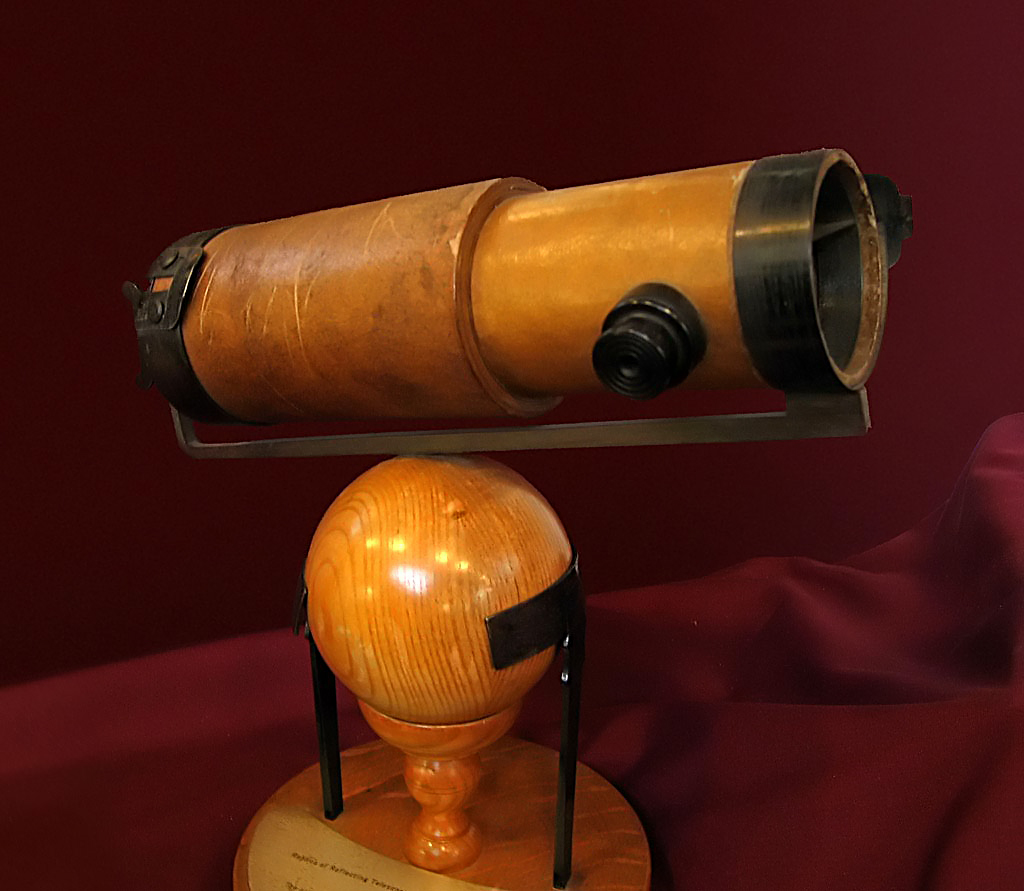
牛顿1672年使用的6英寸反射望远镜复制品，为皇家学会所拥有

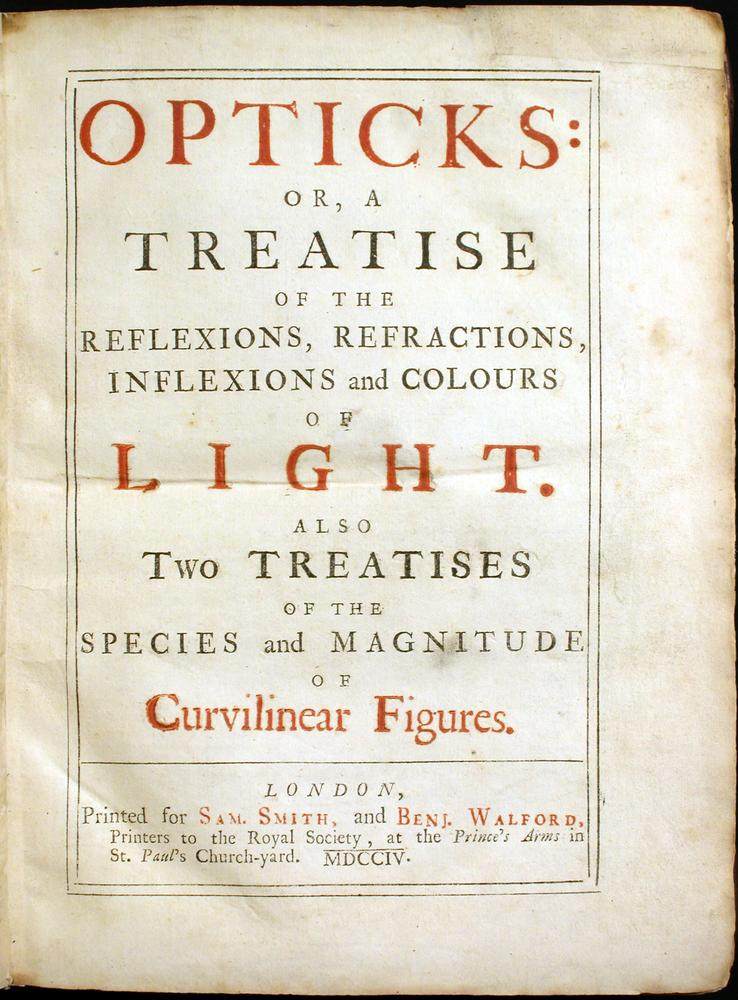
《光学》

他还通过分离出单色的光束，并将其照射到不同的物体上的实验，发现了色光不会改变自身的性质。牛顿还注意到，无论是反射、散射或发射，色光都会保持同样的颜色。因此，我们观察到的颜色是物体与特定有色光相合的结果，不是物体产生颜色的结果。 

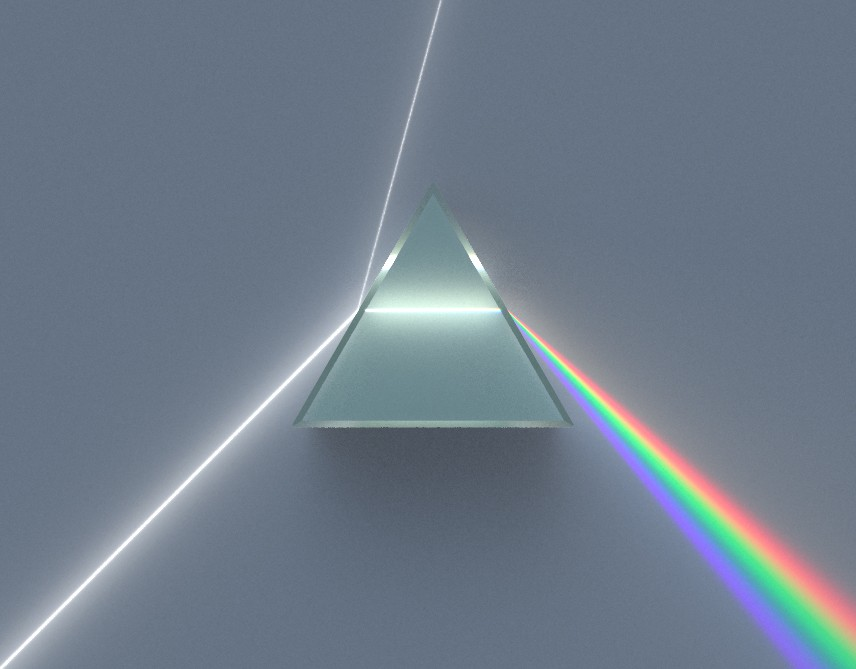
牛顿发现稜镜可将白光发散为彩色光谱

由此，他得出如下结论：任何折射望远镜都会受到光色散成不同颜色的影响，并因此发明了反射望远镜（现称作牛顿望远镜）来克服这个困难。他自己打磨大直径的镜片，使用牛顿环来检验镜片的光学品质，从而制造出了优于折射望远镜的仪器。1671年，他向皇家学会展示了自己的反射望远镜，随后出版了自己的光学笔记，后来扩编为《光学》一书。罗伯特·胡克批评了牛顿的某些观点，牛顿对此很不满，并退出了辩论会。两人自此以后成为了敌人，这一直持续到胡克去世。
牛顿认为光是由粒子或微粒组成的，并会因加速通过光密介质而折射，他认为薄膜的折射和透射现象可以用光的“波动理论”来解释，但自己的“微粒理论”才能更好地解释光学现象，如衍射。1704年，牛顿著成《光学》，其中他详述了光的粒子理论。他认为光是由非常微小的微粒组成的，而普通物质是由较粗微粒组成，并推测如果通过某种炼金术的轉化“難道物质和光不能互相转變嗎？物质不可能由進入其結構中的光粒子得到主要的動力（Activity）嗎？后世的物理学家多持波动理论观点。后来的量子力学则认为光有波动和微粒二重性，称为波粒二象性，虽然该理论中的“微粒”光子与牛顿理论中的“微粒”差别很大。
1675年出版的《解释光属性的假说》（An Hypothesis explaining the Properties of Light）中，牛顿認為粒子间力的传递是透過以太进行的。不過牛顿在与神智學家亨利·莫爾接触后重新燃起了对炼金术的兴趣，並改用源於赫密斯神智學中粒子相吸互斥思想的神秘力量來解釋，替换了先前假設以太存在的看法。拥有许多牛顿炼金术著作的經濟學大師约翰·梅纳德·凯恩斯曾说：“牛顿不是理性時代的第一人，他是最后的一位炼金术士。”但牛顿對炼金术的兴趣卻與他对科学的贡献息息相關，而且在那个时代炼金术与科学也還没有明确的区別。如果他没有依靠神秘学思想来解释穿过真空的超距作用，他可能也不會发展出他的重力理论。
牛顿使用玻璃球制造了原始形式的摩擦静电发电机。

#### 力学

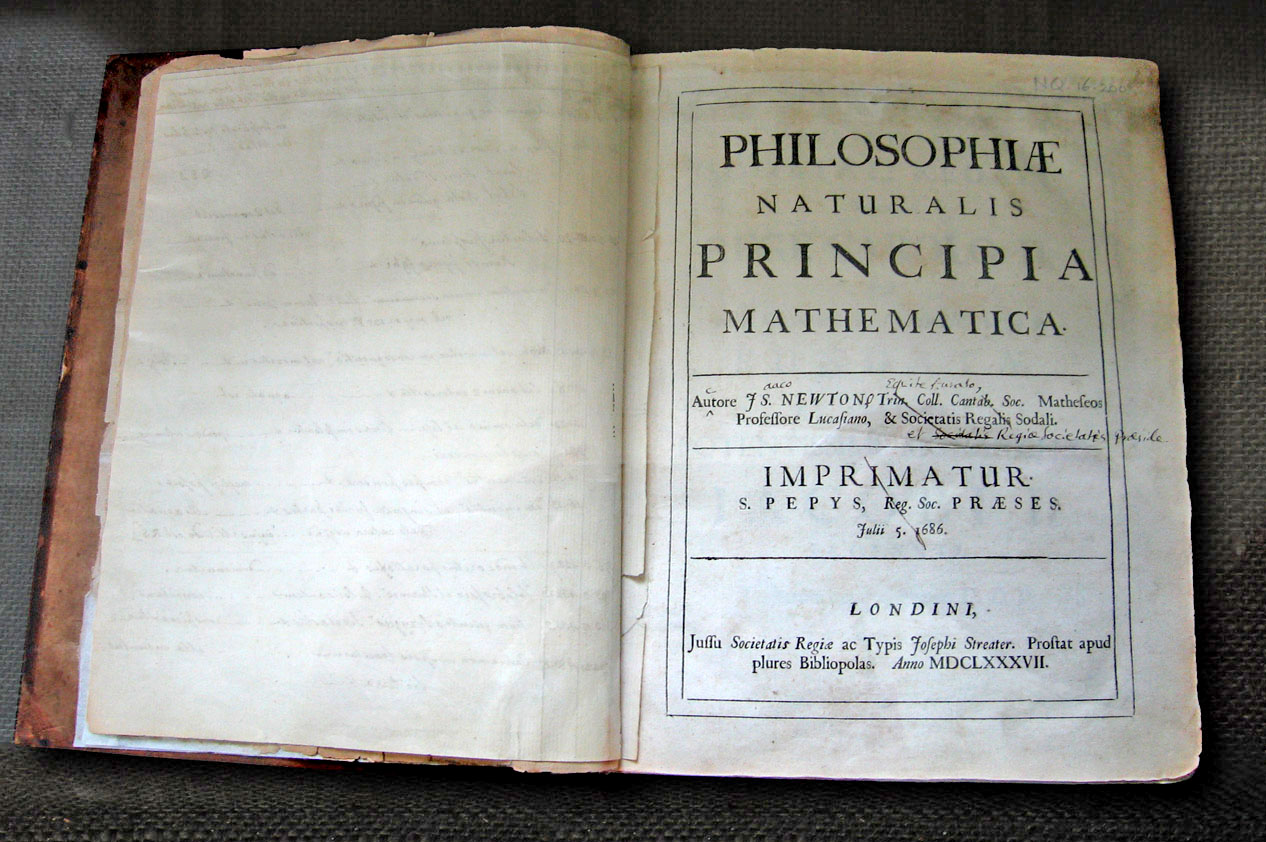
牛顿自己的《自然哲學的數學原理》副本，并带有为第2版所作的修正

1679年，牛顿重新回到力学的研究中：引力及其对行星轨道的作用、开普勒的行星运动定律、与胡克和佛兰斯蒂德在力学上的讨论。他将自己的成果归结在《物体在轨道中之运动》（1684）一书中，该书中包含有初步的、后来在《自然哲学的数学原理》中形成的运动定律。
《自然哲学的数学原理》（现常简称作《原理》）在埃德蒙·哈雷的鼓励和支持下于1687年7月5日出版。该书中牛顿阐述了其后两百年间都被视作真理的三大运动定律。牛顿使用拉丁单词“gravitas”（沉重）来为现今的引力命名，并定义了万有引力定律。在这本书中，他还基于波义耳定律提出了首个分析测定空气中音速的方法。
《原理》的出版使牛顿成为当时最有影响力的科学家。牛顿与其中的瑞士数学家尼古拉·法蒂奥·丢勒建立了非常亲密的关系，直到1693年他们的友谊破裂。

### 晚年生活
牛顿在1690年代写了很多处理圣经的文字解释的宗教小册子。亨利·摩爾的宇宙信仰和拒绝笛卡爾二元論影响了牛顿的宗教观念。在他发给约翰·洛克的一个从未发表的手稿中，他质疑了三位一体的存在性。

#### 皇家鑄幣廠監管
1696年，牛顿通过当时的财政大臣查爾斯·孟塔古的提携迁到伦敦作皇家铸币厂的监管，一直到去世。他主持英國最大的货币重铸工作，此职位一般都是闲职，但牛顿对该职位非常认真。他估計大約有20%的硬幣是偽造的。偽造貨幣在英國是大逆罪，會被處以極刑。
他掩飾自己的身份而搜集許多證據，然後公布於酒吧和客棧裡。英國法律保留古老且麻煩的習慣，為的是讓起訴有一定的門檻，並將政府部門從司法中分離開來。牛頓為此當上太平紳士，並在1698年6月到1699年聖誕節間引導對200名證人、告密者和嫌疑犯的交叉訊問。而最後牛頓得以勝訴，並在1699年2月執行10名罪犯的死刑。
也許牛頓最偉大的勝利是以國王法律代理人的身份與威廉·查洛納對質。查洛納密謀策動一起假的天主教陰謀活動，然後檢舉那些不幸被他誘騙來的共謀者。在向國會請願時，查洛納控告鑄幣廠有償將工具提供給造偽幣者，並請求國會允許他檢查鑄幣廠的生產過程以證明他的控告。他還請求國會采納他所謂的「無法偽造的造幣過程」及「打擊假幣的計劃」。此時，牛頓被激怒，並開始著手調查，以查出查洛納做過事情。在調查中，牛頓發現查洛納參與偽幣製造。他立刻起訴查洛納，可是因為查洛納在高層有一些朋友，所以他被無罪釋放，這讓牛頓感到不滿。在第二次起訴中，牛頓提供確鑿的證據，並成功使查洛納被判處大逆罪。1699年3月23日，查洛納在泰伯恩行刑場处刑。
1701年，牛頓辭去盧卡斯數學教授後。在改革对低成色货币和伪币的流通和惩罚上锻炼他的能力。牛顿在1717年通过安妮女王法案创立在金币和银币之间的联系，非正式的把英镑钱币从银本位转移到金本位；这在当时是重大的改革，相当程度的增加英格兰的财富和稳定。1705年，安妮女王授予牛顿爵士身份，牛顿是第二个被授勋的英国科学家，第一个是弗兰西斯·培根。

#### 皇家学会会长
1703年牛顿成为皇家学会会长和法国科学院的会员。他曾在《原理》的初版中使用天文学家約翰·佛蘭斯蒂德的数据，后来他与约翰交恶，约翰不许他出版自己的星图。牛顿于是在《原理》的后续版本中系统性删除约翰的全部数据。

### 逝世

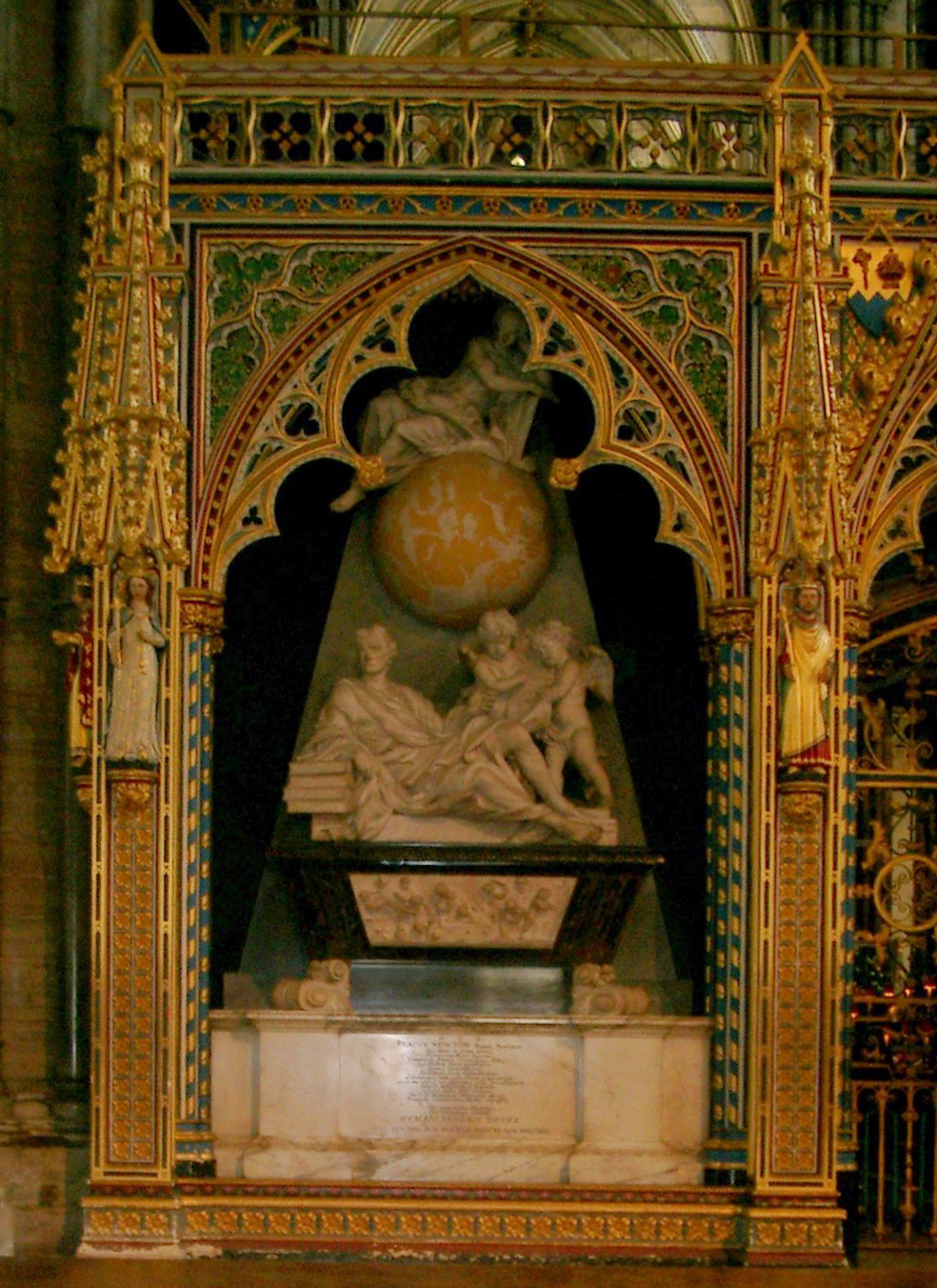
威斯敏斯特教堂内的牛顿之墓

牛顿於1727年3月20日[儒略历：1727年3月20日]（格里曆：1727年3月31日）在伦敦睡夢中辭世，享壽八十四歲。于西敏寺舉行國葬，成為史上第一個獲得國葬的自然科學家。牛頓終身未婚。
1970年代，对牛顿头发的化学分析显示其中水银含量比正常值超出50多倍，最可能的解释是他从事炼金术所致。汞中毒可能解释牛顿晚年的一些怪异行径。
牛頓之墓位於西敏寺中殿，墓地上方聳立著一尊牛頓的雕像，其石像倚坐在一堆書籍上。身邊有兩位天使，還有一個巨大的地球造型以紀念他在科學上的功績。
英格兰诗人亚历山大·蒲柏為牛頓寫下了以下這段墓誌銘:
|  | 自然和自然的法则隐藏在黑暗之中。 上帝说：让牛顿出世吧， 于是一切豁然开朗。 |

## 世界观
牛顿反对将宇宙解释为一部纯粹的机器，譬如一座大钟。他说：“引力解释了行星的运动，但却不能解释谁让行星运动起来的。上帝统治万物，知晓所有做过和能做的事。”
牛顿在《聖經》中与早期教会父老上的研究也值得注意。牛顿写了一些圣经文本批判的作品，最著名的就是《两处著名圣经讹误的历史变迁》。牛顿还摆放了一座与传说日期公元33年4月3日相符的耶稣受难像。他亦尝试过去寻找《圣经》中隐藏的消息（参看圣经密码），但并未成功。
牛顿是一位虔诚的基督徒，他撰写了大量关于基督教的文章。但他拒绝了传统基督教的三位一體教义，倾向于阿里乌斯主义（亚流派），认为耶稣是神的受造物，而非神，只有圣父，即耶和华是神。在少数的观点裡，T·C·普菲岑迈尔（T.C. Pfizenmaier）认为他更像是持有东方东正教三位一体观，而不是西方天主教、聖公宗和大部分新教教派的观点。在他的时代裡，牛顿（與不少活躍於皇家学会和查理二世宮廷的人士一樣）被指是玫瑰十字会的会员。
在他的一生中，牛顿写作了比自然科学更多的宗教学著述。他相信一个理性的主观世界（immanent world），但他却拒绝莱布尼茨和巴鲁赫·斯宾诺莎深信的万物有生论。因此，有序且动态的（ordered and dynamically informed）宇宙可以被理解，而且必须以主动的理性（active reason）去理解，但是这个完美且注定中的宇宙，必须有规律地运行。牛顿坚持认为，由于不稳定性的累积和缓慢增长，必须有神的不断干预来改良宇宙这个系统。为此，莱布尼茨讽刺牛顿说：“神必须时不时地给他造的钟上发条，否则这个钟就会停摆。看起来，他没有能力让这个钟永远运行。”
德国哲学家黑格尔批评牛顿的光学是“粗野的反思方式”，但黑格尔武断的自然哲学观点也使黑格尔的哲学体系在科学界名誉扫地。

### 宗教思想
牛顿与罗伯特·波义耳的机械论学说被理性主义者提升成了泛神论，并为东正教传教士与宗教自由主义一类的异见传教士有保留地接受了。这样，科学的清晰簡潔，使得无论是在迷信者还是无神论者中，均无人可以企及，亦无人可以驳斥之。而与之同时，英国自然神论者的第二波浪潮使用了牛顿的发现来论证“自然宗教”的可能性。

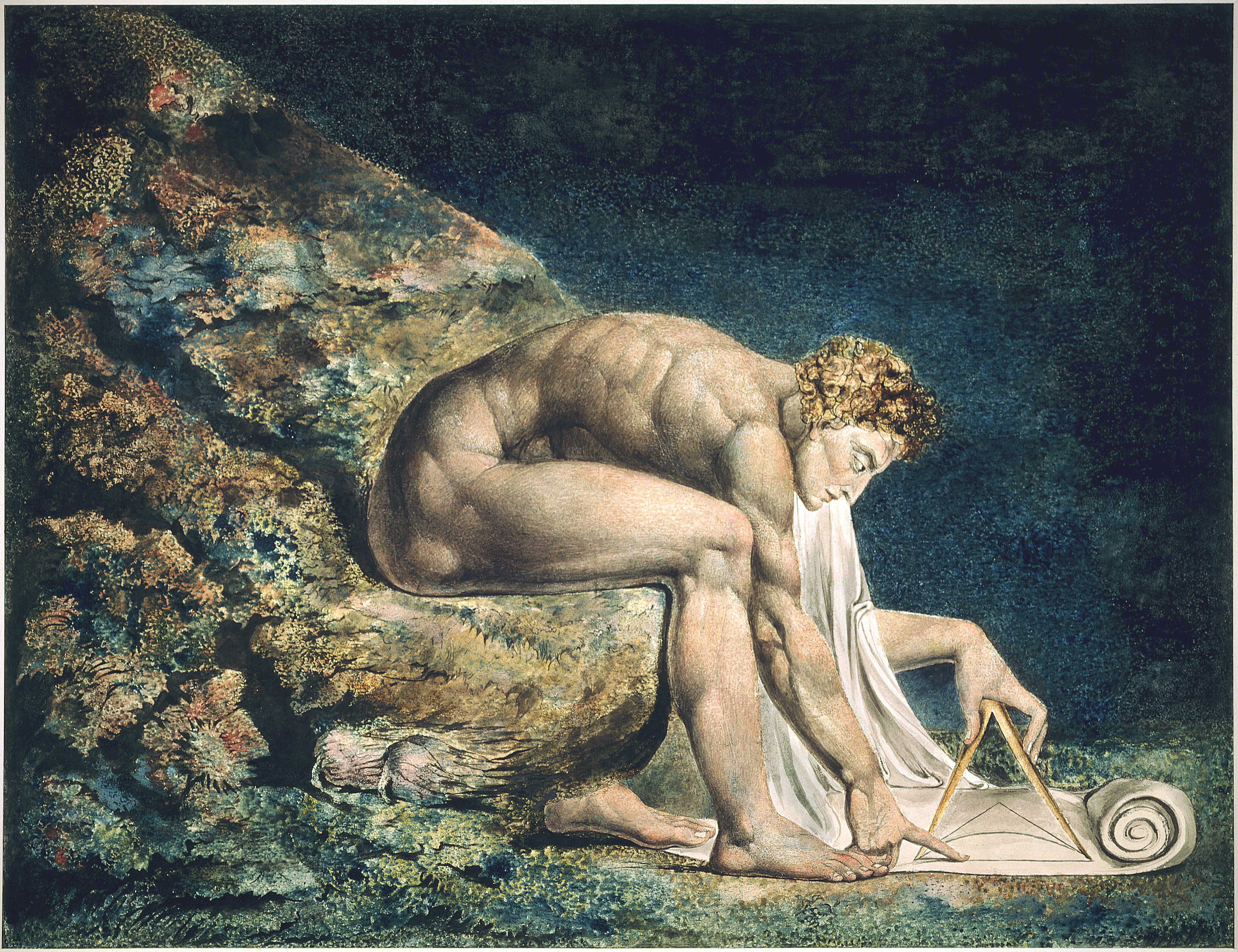
威廉·布莱克的画作《牛顿》，画中牛顿被贬低为一位「神学几何学者」

波义耳的机械论宇宙观不利于启蒙时代前的“魔法思想”和基督教神秘元素。牛顿通过数学证明的方式完善了波义耳的思想，并且，也许更重要的一点是，它们的普及也是非常成功的。打比方说，如果原来的世界是干涉主义的上帝所统治之世界的话，那么牛顿就将它变成了用理性及普遍原理进行设计的上帝所创造之世界。这些原理让每个人都能去获取知识，让每个人都能在此生此世积极地追求自身目标，并让每个人都能用自身的理性力量来完善自我。
牛顿視上帝為造物者，因此认为在面对着所有生物之宏伟时，祂的存在便是不容否认的。但他的上帝观产生了一種神学结果，如同莱布尼茨指出的那样，上帝现在已经完全地从世界事务中隐退了：对一个完美且全能的造物主来说祂不再會干預世界事務。莱布尼茨的神正论（theodicy）認為上帝不會干預祂的创造物的行为，从而消除了上帝在“罪恶问题”中承担的责任。于是，对世界的理解便降低到了个体原因的水平，而人类，如同奥多·马夸德所认识的那样，应为修正和消灭罪恶承担责任。
从另一方面说，宗教自由主义和牛顿学说的思想对千禧年主义的产生具有深远的影响。千禧年主义是一个相信机械论宇宙观的宗教派别，但其在实际上与狂热论和神秘论如出一辙。启蒙运动为了消灭它而与之进行了艰苦的斗争。

### 世界末日的观点
在1704年的一本手稿中，牛顿描述了他试图从《圣经》中提取出科学的信息，据他估计，世界将不会在2060年前终结。在预言中他说道：“我提到的这点并没有断言终结的时间，而是为那些频繁预测终结时间的空想者们轻率的臆说画上句号，每当他们的预言失败时，便给神圣的预言带来了耻辱。”

## 哲学思想
启蒙运动的哲学家們选择了科学先驱的一小段历史——主要是伽利略、波义耳和牛顿——作为他们将自然和自然法则的单独概念应用于当时每处物理和社会领域的指南和保证。在此方面，历史的启示与建构于其上的社会结构不容废弃。
牛顿基于自然和可理性认知法则的宇宙观，促成了启蒙运动意识形态的萌芽。洛克和伏尔泰将自然法则的概念应用于政治系统中，以提倡固有的权利；重农主义者和亚当·史密斯将心理学和利己主义的自然概念应用于经济系统中；而社会学家则批评当时的社会秩序，以试图让历史融入进步的自然模型裡。蒙博多和塞缪尔·克拉克一开始抵制牛顿的观点，但后来他们重新解读了牛顿的想法，使之与自己的宗教观念相融合。

## 軼事

### 牛顿与蘋果
|  | 牛顿视苹果落地 沉思裡的惊鸿一现 道来：我不愿耗费心思向世人解释 无论以何种先贤之信条抑或计算之结果 地球围绕太阳旋转 乃“重力”所致之普遍现象 此亦凡人所能理解之境 自亚当，自苹果之墮 |

牛顿的一则著名的故事称，牛顿在受到一颗从树上掉落的苹果启发后，阐示出了他的万有引力定律。漫画作品更认为，掉落的苹果正好砸中了牛顿的脑门，它的碰撞让他不知何故地明白了引力。牛顿在皇家造币厂时的助理及牛顿外甥女的丈夫约翰·康杜特，在他有关牛顿生活的著述中提到了这件事：

1666年，他再次离开了剑桥大学，回到了住在林肯郡的母亲身边。当他在一座花园中沉思散步时，他突然想到重力（它的作用让一颗苹果从树上掉到地上）不会仅局限于地球周围的有限距离裡，而会延伸到比平常认为的更远的地方。他自言自语道，为什么不和月亮一样高呢——如果这样，一定会对她的运动产生影响——也许可以让她保持在她的轨道上，于是他开始计算那样的假设会产生怎样的效果。

在此问题不在于引力是否存在，而是在于它是否能从地球延伸到如此远，还能够成为保持月球在轨道运行的力。牛顿发现，如果让该力随距离的平方反比而减少，所计算出的月球轨道周期能与真实情况非常好地吻合。他猜想同样的力也导致了其他的轨道运动，并因此将之命名为“万有引力”。

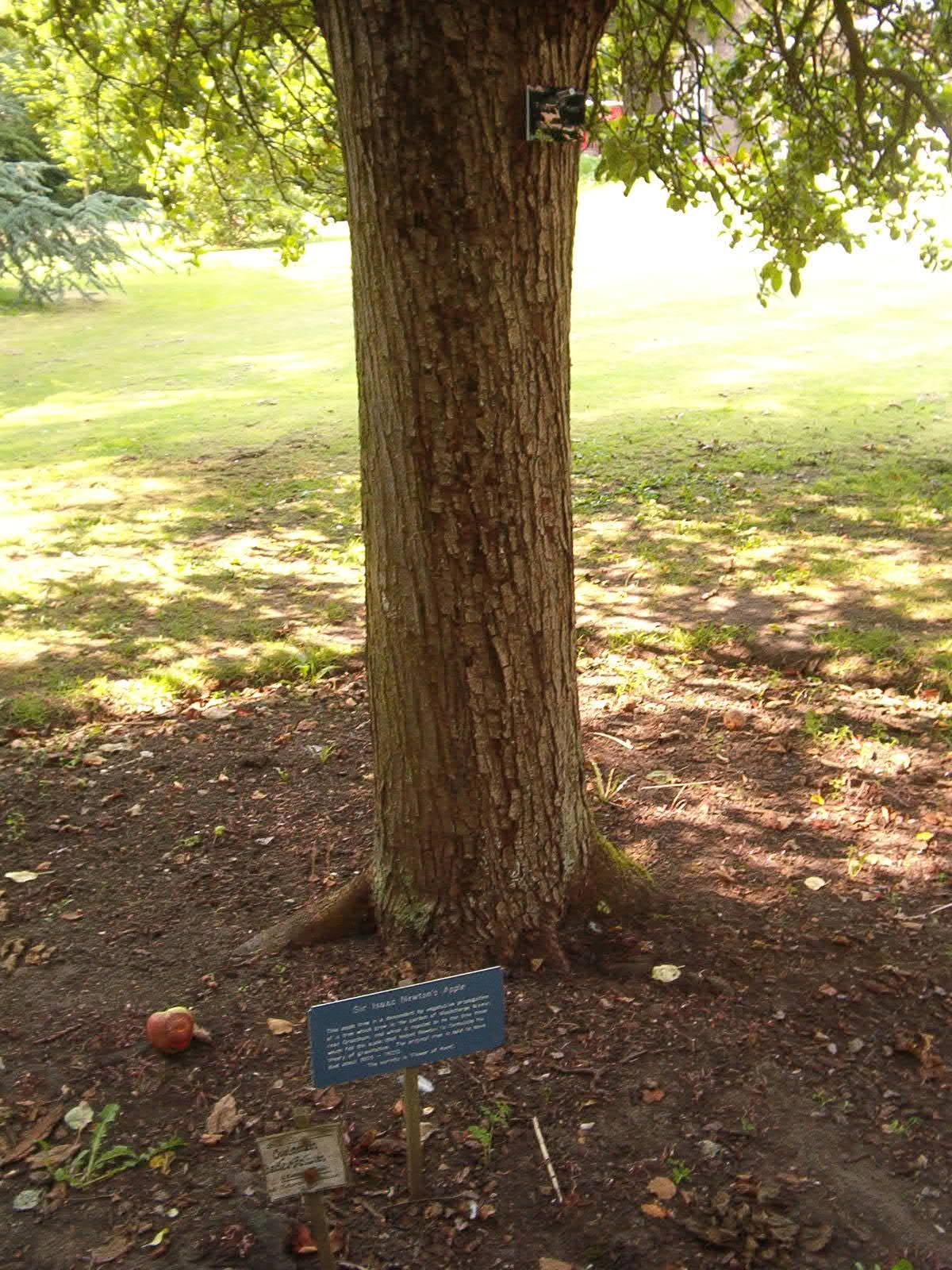
被称为牛顿苹果树后代的一颗苹果树，发现于剑桥大学植物园

同時代的作家威廉·斯蒂克利牧師在他的《艾薩克·牛頓爵士生平回憶錄》中记录了1726年4月15日他在肯辛顿与牛顿的一次谈话，在该次谈话中，牛顿回忆了“从前，萬有引力的概念进入了他的脑海，由於苹果的下落引起了他的思考，他心中想到，为什么苹果总会垂直地落在地上，为什么不能向侧邊或者向上移動，而是不斷地朝向地球的中心。”相似的说法还出现在伏尔泰的著述《Essay on Epic Poetry》（1727）中：“艾萨克·牛顿爵士在他的花园里散步，首次想到了他的引力体系，接着便看见一颗苹果从树上掉下。”
这些描述都可能夸大了牛顿本人自己叙述在家（伍尔索普庄园）裡靠窗坐着时，看见苹果从树上掉落的故事。
有许多棵树都被称作是牛顿所描述的“那棵苹果树”。牛頓的母校国王中学稱那棵树被这所学校买下，在一些年后被连根拔起运到了校长的花园中。而当今拥有伍尔索普庄园所有权的英国国民信托的职员则认为在他们花园中的一棵苹果树是牛顿所描述的那棵，該樹被證實樹齡有400多年的歷史，1820年一度被吹倒，之後從樹根重新長出來。此外，还有兩棵原树后代種植在剑桥大学，一棵在該校三一学院的大门外、牛顿当年居住并从事研究的屋子下面，一棵在該校的植物園。

## 名言
法国数学家约瑟夫·拉格朗日常常说牛顿是迄今为止最伟大的天才，他还曾经评价牛顿是“最幸运的，因为我们已经无法再创立一个世界体系了。”
有观点认为牛顿本人对他自己的成就非常谦逊，1676年，在他写给罗伯特·胡克的一封信中出现了一句名言：
|  | 如果我比别人看得更远，那是因为我站在巨人的肩上 |

但有兩位作家和认为，这其实是牛顿对胡克（身材矮小并驼背）的讽刺，而不含有——或除此外不含有——谦逊的意味：
牛顿在一篇回忆录中写道：
|  | 我不知道这个世界会如何看我，但对我自己而言我仅仅是一个在海边嬉戏的顽童，为时而发现一粒光滑的石子或一片可爱的贝壳而欢喜，而我面前的伟大的真理的海洋依然未经探索。 |

## 著作
- 《流数法》（Method of Fluxions，1671）
- Of Natures Obvious Laws & Processes in Vegetation（1671–75）有关煉金术未完成的作品[47]
- 《物体在轨道中之运动》（De Motu Corporum in Gyrum，1684）
- 《自然哲学的数学原理》（Philosophiae Naturalis Principia Mathematica，1687）
- 《光学》（Opticks，1704）
- 《作为铸币厂主管的报告》（页面存档备份，存于）（Reports as Master of the Mint，1701－1725）
- 《广义算术》（Arithmetica Universalis，1707）
- 《简编年史》（Short Chronicle）、《世界之体系》（The System of the World）、《光学讲稿》（Optical Lectures）、《古王国年表，修订》（The Chronology of Ancient Kingdoms, Amended）和De mundi systemate在他死后的1728年出版。
- 《两处著名圣经讹误的历史变迁》(An Historical Account of Two Notable Corruptions of Scripture，1754)

## 文化影响
牛顿只在去世前不久才和几个朋友谈到受苹果启发的事，并且苹果只是落在他面前，没有砸中他。2010年，为庆祝英国皇家学会成立350周年，皇家学会把一部分科学著作原稿的电子版上传到网上。其中的一份牛顿好友威廉·斯蒂克利于1752年出版的回忆录就澄清了牛顿与苹果树的故事。南京大学、天津大学、汕头大学、英国剑桥三一学院、美国麻省理工学院、加拿大约克大学及日本东京大学都曾将牛顿老家的苹果树的后裔的枝条栽种到自家校园。
1983年，美国公共广播公司播出了一部名为《牛顿的苹果》的电视教育节目，共播出十余年。该节目90年代时曾引进中国。

### 流行文化

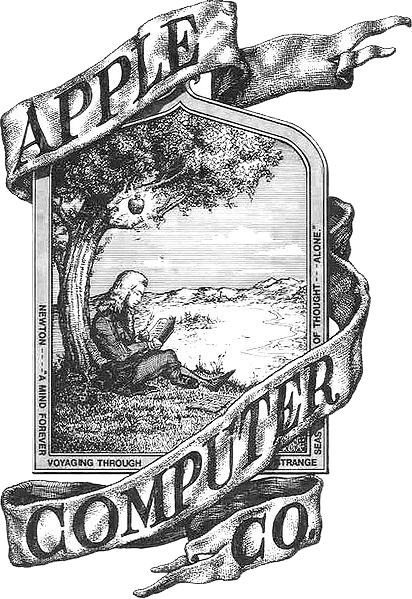
美国苹果公司最早的标志是牛顿和他的苹果树。但由於过份复杂，也不宜进行矢量化处理（商业公司流行以矢量图的形式绘制标志，以保证在放大很多倍以后，细节也不失真），因此后来被弃用

- 美国苹果公司最早的Logo就是一幅牛顿坐在苹果树下看书的钢笔绘画，由该公司创始人之一的罗纳德·韦恩所设计。[50]虽然没有资料证明苹果公司的名称是否也来源于或部分地来源于牛顿的苹果，但苹果公司确实曾推出过一款名为牛顿的操作系统（见牛顿操作系统（英语：Newton OS））及同名PDA（见Apple Newton）。
- 在2015年开播的日本特摄剧《假面騎士Ghost》中，牛顿為其中一個幽靈眼魂。
- 在2014年上线的日本电子角色扮演游戏《大航海时代V》中，牛顿除保留科学家身份外，也成为一名可由玩家扮演的航海家。[51]
- 牛顿和他的苹果经常成为科学题材电子游戏的宠儿。如在2009年由Petri Purho开发的游戏《蜡笔物理学》中，玩家需要在最后一关想办法让苹果砸醒打盹的牛顿。在2005年推出的中国游戏《帮助牛顿》（Help Newton）中，玩家需要通过各种办法让游戏中的苹果飞到牛顿手中。[52]而在2016年推出的2D打架游戏《科学格斗》（Science Combat）[53]中，玩家可以操纵牛顿用落地的苹果攻击对手，还可以用三棱镜射出的光线攻击对手。[54]

## 词源
“牛顿”这一汉语译名可能始见于孙中山1924年所著《三民主义》，早期还有“奈端”（蒋友仁，1761）、“纽登”（郭嵩涛，1876）等音译。

### 引用
1. ↑  Mordechai Feingold, Barrow, Isaac (1630–1677), Oxford Dictionary of National Biography, Oxford University Press, September 2004; online edn, May 2007. Retrieved 24 February 2009; explained further in Mordechai Feingold " Newton, Leibniz, and Barrow Too: An Attempt at a Reinterpretation"; Isis, Vol. 84, No. 2 (June 1993), pp. 310–338
2. ↑  Dictionary of Scientific Biography, Newton, Isaac, n.4
3. ↑   [在科学家与公众的民意调查中，牛顿打败了爱因斯坦]. 皇家学会. 2005-11-23  [2015-01-29]. （原始内容存档于2006-02-07） （英语）.
4. ↑  Cohen, I.B.  [科学传记辞典]. 纽约: Charles Scribner's Sons. 1970: 11卷，43页 （英语）. Threatening my father and mother Smith to burn them and the house over them...
5. ↑  Bell, E.T.  [大数学家] Touchstone edition. 纽约: Simon & Schuster. 1986: 91－2页 [1937] （英语）. Newton began his schooling in the village schools and was later sent to The King's School, Grantham, where he became the top student in the school. At King's, he lodged with the local apothecary, William Clarke and eventually became engaged to the apothecary's stepdaughter, Anne Storer, before he went off to the University of Cambridge at the age of 19. As Newton became engrossed in his studies, the romance cooled and Miss Storer married someone else. It is said he kept a warm memory of this love, but Newton had no other recorded 'sweet-hearts' and never married.
6. ↑  Krantz, Steven.  [一本牛顿传记的书评] (PDF). 2003年12月  [2007-09-16]. （原始内容 (PDF)存档于2020-09-18） （英语）.
7. ↑  Walter William Rouse Ball. . Courier Corporation. 1960. ISBN 978-0-486-20630-1.
8. ↑  Newton, Isaac. .  [光学]. 1952.
9. ↑  Dobbs, J.T. . Isis. December 1982, 73 (4): p. 523. quoting Opticks.原文为：“Are not gross Bodies and Light convertible into one another, ...and may not Bodies receive much of their Activity from the Particles of Light which enter their Composition?”
10. ↑  Keynes, John Maynard. .  [凯恩斯作品集，卷X]. MacMillan St. Martin's Press. 1972: pp. 363–364 （英语）. Newton was not the first of the age of reason: he was the last of the magicians.
11. ↑  Westfall, Richard S.  [永不止息：艾萨克·牛顿传]. 剑桥大学: 剑桥大学出版社. 1983: pp. 530–1 [1980] （英语）.提到了牛顿显然抛弃了他的炼金术研究。
12. ↑  Optics, 8th Query.
13. ↑  Westfall 1980, pp. 571–5
14. ↑  Hutton, Charles (1795/6). A Mathematical and Philosophical Dictionary. vol. 2. p. 100.
15. ↑  . Eric Weisstein's World of Biography.   [2006-08-30]. （原始内容存档于2006-04-28）.
16. ↑  原文为：“Nature and nature's laws lay hid in night; God said "Let Newton be" and all was light.”译文取自：Koyré, Alexandre. . 张卜天译 第1版. 北京: 北京大学出版社. 2003年1月: 13. ISBN 7-301-06093-9 （中文（简体））.
17. ↑  Tiner, J.H.  [艾萨克·牛顿：发明家、科学家和教师]. 美国密歇根州米尔福德市: Mott Media. 1975 （英语）. Gravity explains the motions of the planets, but it cannot explain who set the planets in motion. God governs all things and knows all that is or can be done.
18. ↑  约翰·皮特·梅尔，A Marginal Jew: Rethinking the Historical Jesus，第1卷，382–402页。在将年份范围缩小到30至33年后，暂时认为30年是最合适的。
19. ↑  . rsc.byu.edu.   [2024-11-05]. （原始内容存档于2024-08-25）.
20. ↑  . www.creative-wisdom.com.   [2024-11-05]. （原始内容存档于2021-01-03）.
21. ↑  Pfizenmaier, T.C. . Journal of the History of Ideas. 1997, 68 (1): 57–80页.
22. ↑  Yates, Frances A.  [玫瑰十字会的启蒙运动]. 伦敦: Routledge. 1972 （英语）.
23. ↑  赵敦华. .  [A Short History Of Western Philosophy]. 张凤珠 (责任编辑) 2001年第1版. 北京市海淀区成府路205号: 北京大学出版社. 2007年印刷: 357. ISBN 978-7-301-04510-7. 。
24. ↑  Jacob, Margaret C.  [牛顿学说和英国革命：1689－1720]. 康奈尔大学出版社. 1976: pp.37,44 （英语）.
25. ↑  Westfall, Richard S.  [十七世纪英格兰的科学与宗教]. 纽黑文: 耶鲁大学出版社. 1958: 200页 （英语）.
26. ↑  Haakonssen, Knud. . Martin Fitzpatrick ed.  (编).  [启蒙运动与宗教：十八世纪英国的理性异教者]. 剑桥: 剑桥大学出版社. : 64页 （英语）.
27. ↑  Frankel, Charles.  [理性的失败：法国启蒙运动发展的思考]. 纽约: King's Crown Press. 1948: 1页 （英语）.
28. ↑  Germain, Gilbert G.  [觉醒的演讲：政治与技术的沉思]. : 28页 （英语）.
29. ↑  Principia, Book III; cited in; Newton’s Philosophy of Nature: Selections from his writings, p. 42, ed. H.S. Thayer, Hafner Library of Classics, NY, 1953.
30. ↑  A Short Scheme of the True Religion, manuscript quoted in Memoirs of the Life, Writings and Discoveries of Sir Isaac Newton by Sir David Brewster, Edinburgh, 1850; cited in; ibid, p. 65.
31. ↑  Webb, R.K. ed. Knud Haakonssen.“The emergence of Rational Dissent.”Enlightenment and Religion: Rational Dissent in eighteenth-century Britain. Cambridge University Press, Cambridge: 1996. p19.
32. ↑  Westfall, Richard S. Science and Religion in Seventeenth-Century England. 201页.
33. ↑  Marquard, Odo. "Burdened and Disemburdened Man and the Flight into Unindictability," in Farewell to Matters of Principle. Robert M. Wallace trans.伦敦：牛津大学出版社，1989。
34. ↑  Jacob, Margaret C.  [牛顿学说和英国革命：1689－1720]. 康奈尔大学出版社. 1976: 100–101 （英语）.
35. ↑  . The Associated Press. 2007-06-19  [2015-01-29]. （原始内容存档于2007-06-29） （英语）.原文为：“This I mention not to assert when the time of the end shall be, but to put a stop to the rash conjectures of fanciful men who are frequently predicting the time of the end, and by doing so bring the sacred prophesies into discredit as often as their predictions fail.”
36. ↑  Cassels, Alan. Ideology and International Relations in the Modern World. p2.
37. ↑  Don Juan (1821), Canto 10, Verse I. In Jerome J. McGann (ed.), Lord Byron: The Complete Poetical Works (1986), Vol. 5, 437.“When Newton saw an apple fall, he found / In that slight startle from his contemplation -- / 'Tis said (for I'll not answer above ground / For any sage's creed or calculation) -- / A mode of proving that the earth turn'd round / In a most natural whirl, called "gravitation;" /
And this is the sole mortal who could grapple, / Since Adam, with a fall or with an apple.”
38. ↑  Conduitt, John. . Newtonproject.   [2006-08-30]. （原始内容存档于2006-10-04） （英语）. In the year 1666 he retired again from Cambridge to his mother in Lincolnshire. Whilst he was pensively meandering in a garden it came into his thought that the power of gravity (which brought an apple from a tree to the ground) was not limited to a certain distance from earth, but that this power must extend much further than was usually thought. Why not as high as the Moon said he to himself & if so, that must influence her motion & perhaps retain her in her orbit, whereupon he fell a calculating what would be the effect of that supposition.
39. ↑  .   [2010-01-19]. （原始内容存档于2011-06-06）.
40. ↑  “when formerly, the notion of gravitation came into his mind. It was occasioned by the fall of an apple, as he sat in contemplative mood. Why should that apple always descend perpendicularly to the ground, thought he to himself. Why should it not go sideways or upwards, but constantly to the earth's centre.”
41. ↑  “Sir Isaac Newton walking in his gardens, had the first thought of his system of gravitation, upon seeing an apple falling from a tree.”
42. ↑  Wilson, Fred L.  [科学史：牛顿]. Fred Wilson's Physics Web.   [2015-01-29]. （原始内容存档于2007-06-30） （英语）. citing: Delambre, M. "Notice sur la vie et les ouvrages de M. le comte J. L. Lagrange," Oeuvres de Lagrange I. Paris, 1867, p. xx.原文为“the most fortunate, for we cannot find more than once a system of the world to establish.”
43. ↑  原文为：“If I have seen further it is by standing on the shoulders of giants”
44. ↑  Gribbin, John. . New York: Allen Lane. 2002: 164. ISBN 9780713995039.
45. ↑  White, Michael. . London: Fourth Estate. 1997: 187. ISBN 9781857024166.
46. ↑  Memoirs of the Life, Writings, and Discoveries of Sir Isaac Newton (1855) by Sir David Brewster (Volume II. Ch. 27)。原文为“I do not know what I may appear to the world, but to myself I seem to have been only like a boy playing on the sea-shore, and diverting myself in now and then finding a smoother pebble or a prettier shell than ordinary, whilst the great ocean of truth lay all undiscovered before me.”
47. ↑   [牛顿的煉金术著作]. 印第安纳大学网站.   [2015-01-29]. （原始内容存档于2007-12-13） （英语）.
48. ↑  . 冯北方 (责任编辑). 天津网, 央视网. 2012-04-04  [2017-02-26]. （原始内容存档于2017-02-27） （中文（中国大陆））.
49. ↑  潘卓盈. . 杭州都市快报. 2015-11-08: A24版  [2017-02-26]. （原始内容存档于2017-02-26） （中文（中国大陆））.
50. ↑  . 王凤枝_NT2541 (责任编辑). 台湾中央通讯社, 参考消息网 (转载网站), 网易 (转载网站). 2016-04-01  [2017-03-12]. （原始内容存档于2017-03-12） （中文（中国大陆））.
51. ↑  . 游侠网. 2017-03-10  [2017-03-12]. （原始内容存档于2017-03-12） （中文（中国大陆））.
52. ↑  . "yuerenyu_JZ" (责任编辑). 太平洋游戏网. 2015-09-07  [2017-02-26]. （原始内容存档于2017-02-26） （中文（中国大陆））.
53. ↑  . 新浪游戏. 2016-03-30  [2017-02-26]. （原始内容存档于2017-02-27） （中文（中国大陆））.
54. ↑  小熊桑. . 游民星空. 2016-03-01  [2017-02-26]. （原始内容存档于2017-02-26） （中文（中国大陆））.
55. ↑  黄河清．近现代汉语辞源 [M]．上海：上海辞书出版社, 2019: 1119.

## 延伸阅读
书籍
- Berlinski, David.  [牛顿的礼物：艾萨克·牛顿爵士是怎样展露出我们世界的规律的]. Simon & Schuster. 2000. ISBN 0-684-84392-7 （英语）.
- Dampier, William C.; M. Dampier.  [《科学文献的阅读》]. 纽约: Harper & Row. 1959 （英语）.
- Gjertsen, Derek.  [牛顿手册]. Routledge & Kegan Paul. 1986 （英语）.
- Gleick, James.  [艾萨克·牛顿]. Knopf. 2003. ISBN 0-375-42233-1 （英语）.
- Hawking, Stephen.  [站在巨人肩上]. 2002. ISBN 0-7624-1348-4 （英语）.
- Hart, Michael J. . Carol Publishing Group. 1992年7月. ISBN 0-8065-1350-0 （英语）.
- Keynes, John Maynard.  [传记随笔]. W W Norton & Co,. 1963. ISBN 0-393-00189-X （英语）.
- Newton, Isaac. I. Bernard Cohen（科恩） , 编.  [自然哲学相关的文信]. 哈佛大学出版社. 1978 [1958]. ISBN 0-674-46853-8 （英语）.
- Newton, Isaac.  [原理]. I. Bernard Cohen（科恩）译. 加利福尼亚大学. 1999. ISBN 0-520-08817-4 （英语）.
- Shapley, Harlow; S. Rapport 和 H. Wright. .  [科学宝藏]. 纽约: Harper & Bros. 1946: 147-149页，150-154页 （英语）.
- Simmons, J.  [科学巨人——100颗最伟大的头脑]. 悉尼: The Book Company. 1996 （英语）.
- de Villamil, Richard.  [牛顿，巨人]. 阿尔伯特·爱因斯坦 (序). 纽约: Johnson Reprint Corporation. 1972 [1931] （英语）.
- Whiteside, D. T.  [艾萨克·牛顿数学文集——八卷本]. 剑桥: 剑桥大学. 1967–1981 （英语）.
- Newton, Isaac; Edleston, J（艾德勒斯登），Cotes, Roger（科茨）.  [艾萨克·牛顿爵士与科茨教授的信件，以及其他显赫人物的信件]. 伦敦: John W. Parker, West Strand；剑桥，John Deighton－Google图书. 1850  [2007-09-11]. （原始内容存档于2014-09-20）.

论文
- Kandaswamy, Anand M.  [牛顿／莱布尼茨论战的背景]. Term Papers, History of Algebra Seminar. （原始内容存档于2008-10-07） （英语）.